# Классический «Доктор Кто» (10-й сезон)
Премьера десятого сезона классических серий британского научно-фантастического сериала «Доктор Кто» состоялась 30 декабря 1972 года, с выходом на экраны серии «Три Доктора». Сезон завершился 23 июня 1973 года показом серии «Зелёная смерть».

## Актёрский состав

### Основной
- Джон Пертви в роли Третьего Доктора
- Патрик Траутон в роли Второго Доктора
- Уильям Хартнелл в роли Первого Доктора
- Кэти Мэннинг в роли спутницы Третьего Доктора, Джо Грант.

В этом сезоне Джон Пертви снова исполнил роль Третьего Доктора, Кэти Мэнинг также вернулась к роли Джо Грант, но покинула сериал в финальном эпизоде. Кроме того, в серии «Три Доктора» появились предыдущие воплощения Повелителя Времени — второе (Патрик Траутон) и первое (Уильям Хартнелл).

### Второстепенный
- Николас Кортни в роли бригадира Летбридж-Стюарта
- Джон Левин в роли сержанта Бентона
- Ричард Франклин в роли капитана Майка Йетса
- Роджер Дельгадо в роли Мастера

Николас Кортни, Джон Левент и Ричард Франклин вернулись к свои ролям бригадира Летбридж-Стюарта, сержанта Бентона и капитана Йетса соответственно.
В этом сезоне в последний раз появился Мастер в исполнении Роджера Дельгадо. Актёр погиб в автокатастрофе в Турции вскоре после выхода на экраны серии «Космическая граница». Впоследствии персонажа играли уже другие актёры.

## Серии
В серии «Три Доктора» Повелители времени отменяют ссылку Доктора, в результате чего он вновь получает возможность путешествовать в пространстве и времени. Таким образом, серия завершает цикл историй, происходящих только на Земле, ставших обычным делом после серии 1969 года «Военные игры».
В сериях «Космическая граница» и «Планета далеков» (третьей и четвёртой в сезоне) появляются далеки. Кроме того, их сюжеты связаны теснее, чем у других серий, поэтому они в некотором роде формируют единую, состоящую из 12 частей, историю.
| Номер | Название                                   | Частей (эпизодов) | Режиссёр      | Сценарист                 | Зрителей (миллионов)       | Индекс оценки (из 100) | Дата выхода в эфир                                                                                                 | Код |
| --- | ------------------------------------------ | ----------------- | ------------- | ------------------------- | -------------------------- | ---------------------- | --- | --- |
| 65 | «Три Доктора» «The Three Doctors»          | 4 эпизода         | Ленни Майн    | Боб Бейкер Дейв Мартин    | 9.6 10.8 8.8 11.9          | —                      | 30 декабря 1972 года 6 января 1973 года 13 января 1973 года 20 января 1973 года                                    | RRR |
| Странные силы забирают энергию из родной планеты повелителей времени - Галлифрея. Чтобы разобраться с проблемой, они собирают вместе три регенерации Доктора.                                                                           |                                            |                   |               |                           |                            |                        | |     |
| 66 | «Карнавал монстров» «Carnival of Monsters» | 4 эпизода         | Барри Леттс   | Роберт Холмс              | 9.5 9.0 9.2                | —                      | 27 января 1973 года 3 февраля 1973 года 10 февраля 1973 года 17 февраля 1973 года                                  | PPP |
| ТАРДИС, как это кажется на первый взгляд, материализуется на корабле в Индийском океане в ранние годы XX в. Доктор и Джо вскоре замечают, что происходящее на корабле все время повторяется снова и снова.                              |                                            |                   |               |                           |                            |                        | |     |
| 67 | «Космическая граница» «Frontier in Space»  | 6 эпизодов        | Пол Бернанд   | Малкольм Хьюлк            | 9.1 7.8 7.5 7.1 7.7 8.9    | —                      | 24 февраля 1973 года 3 марта 1973 года 10 марта 1973 года 17 марта 1973 года 24 марта 1973 года 31 марта 1973 года | QQQ |
| Частые нападения на космические корабли угрожают развалу союза между Землей и Драконией, но Доктор подозревает, что тут замешана третья сторона, которая пытается развязать между ними войну.                                           |                                            |                   |               |                           |                            |                        | |     |
| 68 | «Планета далеков» «Planet of the Daleks»   | 6 эпизодов        | Дэвид Мэлони  | Терри Нэйшн               | 11.0 10.7 10.1 8.3 9.7 8.5 | —                      | 7 апреля 1973 года 14 апреля 1973 года 21 апреля 1973 года 28 апреля 1973 года 5 мая 1973 года 12 мая 1973 года    | SSS |
| Доктор впадает в глубокую кому, после чего ТАРДИС приземляется на планете спиридонцев. Джо отправляется на поиски помощи, но получает быстроразвивающуюся грибковую инфекцию, которая может привести к гибели.                          |                                            |                   |               |                           |                            |                        | |     |
| 69 | «Зелёная смерть» «The Green Death»         | 6 эпизодов        | Майкл Брайант | Роберт Сломан Барри Леттс | 9.2 7.2 7.8 6.8 8.3 7.0    | —                      | 19 мая 1973 года 26 мая 1973 года 2 июня 1973 года 9 июня 1973 года 16 июня 1973 года 23 июня 1973 года            | TTT |
| Наплыв загадочных смертей прошелся по шахтерам маленькой валлийской деревушки. Кожа мертвых приобретала странное зеленое свечение. Доктор, Джо и Бригадир скоро понимают, что в этом замешан местный химический завод Global Chemicals. |                                            |                   |               |                           |                            |                        | |     |

## Показ
Эпизоды десятого сезона классического «Доктора Кто» выходили на экраны с 30 декабря 1972 года по 23 июня 1973 года на канале BBC One.

## DVD и Blu-Ray
| Серия | Количество и продолжительность эпизодов | Регион 2             | Регион 4             | Регион 1           |
| --- | --------------------------------------- | -------------------- | -------------------- | ------------------ |
| «Три Доктора» | 4 × 25 мин.                             | 24 ноября 2003 года  | 12 ноября 2003 года  | 2 марта 2004 года  |
| «Три Доктора» — Специальное издание В рамках сборника Revisitations 3                                               | 4 × 25 мин.                             | 13 февраля 2012 года | 1 марта 2012 года    | 13 марта 2012 года |
| «Карнавал монстров»                                                                                                 | 4 × 25 мин.                             | 15 июля 2002 года    | 2 сентября 2002 года | 1 июля 2003 года   |
| «Карнавал монстров» — Специальное издание В Регионах 2 и 4 в рамках сборника Revisitations 2 В Регионе 1 не выходил | 4 × 25 мин.                             | 28 марта 2011 года   | 5 мая 2011 года      | TBA                |
| Война далеков: «Космическая граница»(6 эпизодов) «Планета далеков»(6 эпизодов)                                      | 12 × 25 мин.                            | 5 октября 2009 года  | 4 февраля 2010 года  | 2 марта 2010 года  |
| «Зелёная смерть» | 6 x 25 мин.                             | 10 мая 2004 года     | 5 августа 2004 года  | 1 марта 2005 года  |
| «Зелёная смерть» — Специальное издание                                                                              | 6 × 25 мин.                             | 5 августа 2013 года  | TBA                  | TBA                |

## Книги
| Серия                 | Адаптация                        | Автор          | Впервые опубликована |
| --------------------- | -------------------------------- | -------------- | -------------------- |
| «Три Доктора»         | «Три Доктора»                    | Терренс Дикс   | 1975                 |
| «Карнавал монстров»   | «Доктор Кто и Карнавал Монстров» | Терренс Дикс   | 1977                 |
| «Космическая граница» | «Доктор Кто и Космическая война» | Малкольм Хьюлк | 1976                 |
| «Планета далеков»     | «Доктор Кто и Планета далеков»   | Терренс Дикс   | 1976                 |
| «Зелёная смерть»      | «Доктор Кто и Зелёная смерть»    | Малкольм Хьюлк | 1975                 |